# Euphorbia grandidens
Euphorbia grandidens es una especie fanerógama perteneciente a la familia de las euforbiáceas. Es endémica de Sudáfrica y Mozambique.

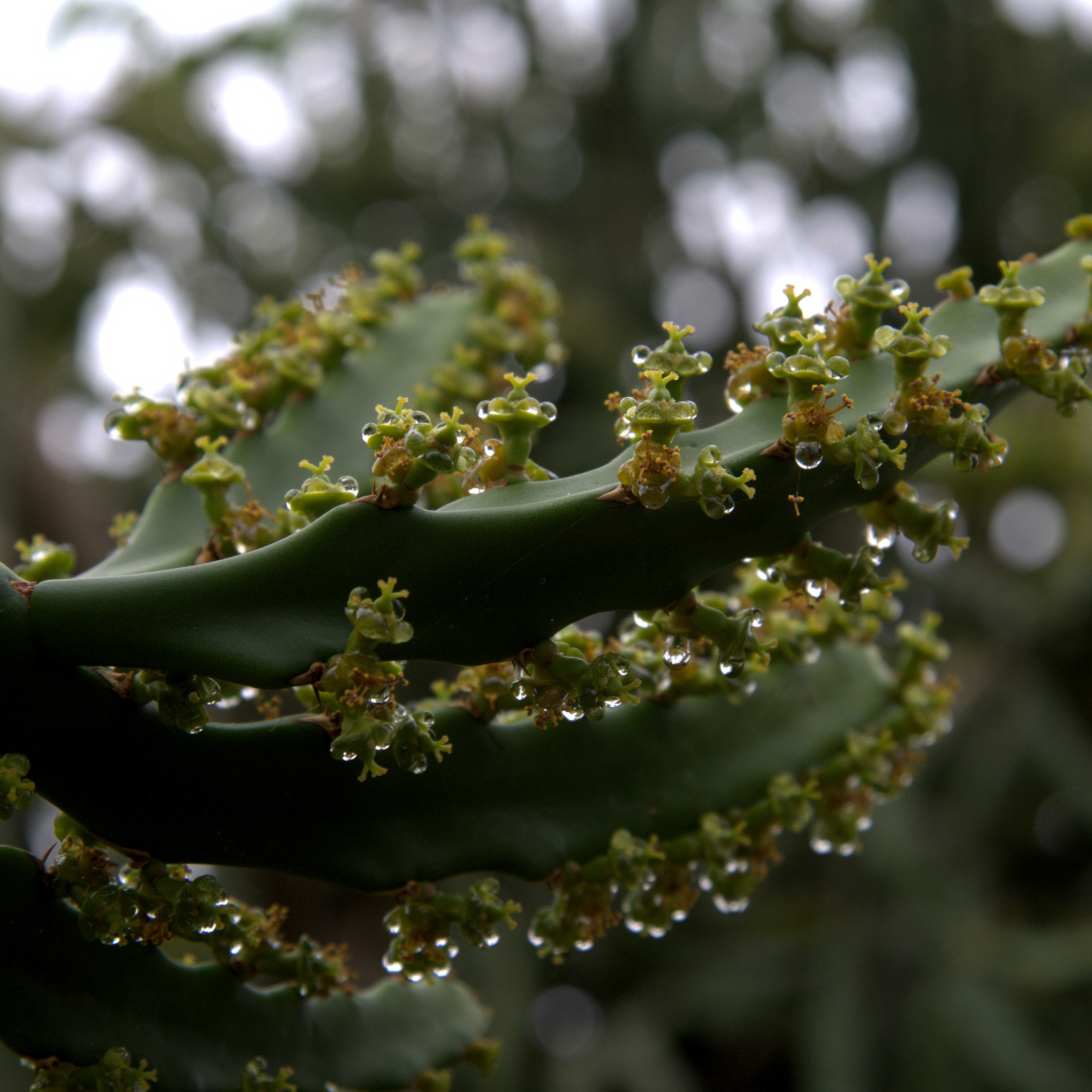
Ciatos

## Descripción
Es un árbol que alcanza un tamaño de 7-12 (-16) m de altura, con uno o más tallos principales redondos o en ángulo, las ramas, cubiertas con finos candelabros, como coronas (0,5-1 m de diámetro) de las ramas secundarias en sus extremos, por debajo desnudas.

## Ecología
Se encuentra en el bosque seco en las laderas rocosas, márgenes de los bosques secos de dunas; a una altitud de 5-550 netros,

## Taxonomía
Euphorbia grandidens fue descrita por Adrian Hardy Haworth y publicado en Philosophical Magazine and Journal 1825: 33. 1825.
Etimología
Euphorbia: nombre genérico que deriva del médico griego del rey Juba II de Mauritania (52 a 50 a. C. - 23), Euphorbus, en su honor – o en alusión a su gran vientre –  ya que usaba médicamente Euphorbia resinifera. En 1753 Carlos Linneo asignó el nombre a todo el género.
grandidens: epíteto latino que significa "con grandes dientes".
Sinonimia
- Euphorbia arborescens Salm-Dyck (1834), nom. nud.
- Euphorbia magnidens Haw. ex Salm-Dyck (1834).[6][7]